# La sposa in nero
La sposa in nero (La mariée était en noir) è un film del 1968 diretto da François Truffaut.

## Trama

### Prologo
Una giovane donna chiusa nella sua stanza guarda nervosamente l'album delle sue fotografie, che mostra le stesse immagini dell'introduzione al film, per poi gettarlo via e tentare il suicidio lanciandosi da una finestra. Sua madre accorre in tempo chiamandola per nome, Julie. Nella scena successiva la giovane parte per un viaggio, mettendo in valigia i suoi vestiti e una somma cospicua di franchi. La madre insiste perché prenda altri soldi, per poi chiederle se è decisa nel suo intento. La risposta è affermativa.

### Il signor Bliss
Julie giunge in una località del Mediterraneo. Corrompendo un portinaio, visita la residenza del signor Bliss, un dongiovanni incallito in quel momento assente. Informato successivamente di quanto avvenuto, Bliss assai compiaciuto, tiene un party nel pomeriggio per annunciare il suo fidanzamento con una donna facoltosa, frutto della sua abilità di seduttore. Julie si reca alla festa e il padrone di casa resta colpito per il suo aspetto: i due si appartano su una terrazza e lei lascia cadere la sua sciarpa, che rimane appesa alla tenda parasole. Bliss si offre di recuperarla, in cambio di particolari sulla sua identità, e scavalca baldanzosamente il parapetto. Lei gli mormora "Sono Julie Kohler" e lo spinge giù nel vuoto. Ignorata dal resto degli invitati, data la confusione, la donna si allontana indisturbata.

### Il signor Coral
Julie raggiunge in aereo la seconda persona della sua lista, il signor Coral e gli fa recapitare un biglietto d'invito per uno spettacolo operistico serale. Attempato e solitario, nonché fortemente timido, come riferito da una donna delle pulizie, Coral non è insensibile al fascino di lei, risultando a Julie una persona facile e vulnerabile. Durante lo spettacolo, Julie è silenziosa mentre l'uomo le chiede insistentemente di lei. Ella gli propone di vedersi l'indomani a casa di lui, superando così ogni aspettativa di quest'ultimo. Lui le dice emozionatissimo: "Non so che dire" e lei risponde: "Bene, allora non dica niente".
Coral rimette in ordine il suo piccolo appartamento allestendolo per la visita, con fiori e quadri. Julie giunge con un disco di suo gradimento e una bottiglia di arac, nel quale ha versato del veleno. I due brindano, ma la donna finge di bere. La donna si mette a ballare da sola, mentre l'altro la osserva parlandole della propria vita sfortunata con le donne. Il ballo ha lo scopo di prendere tempo, finché Coral accusa un malore e Julie gli racconta del suo passato, rivelando per la prima volta di essere rimasta vedova in un bel giorno di sole, quello delle nozze, quando il suo amato restò ucciso sul sagrato da un colpo di fucile. Coral muore implorando aiuto e Julie cancella ogni traccia, prende il disco e se ne va.

### Il politico Clement Moran
Continuando il suo viaggio in treno, Julie giunge a una scuola e pedina fino a casa una donna con suo figlio piccolo, per poi apprendere da costui informazioni su sua nonna. Julie spedisce un telegramma usando come mittente l'anziana donna, il cui contenuto descrive falsamente un aggravarsi delle sue condizioni di salute, e così la madre del bambino, allarmata, parte allontanandosi dalla famiglia. Presto giunge Julie, spacciandosi per la "signorina Becker", educatrice della scuola materna frequentata dal bambino. Ella avvisa il padre del fanciullo, Clement Moran, di essersi offerta temporaneamente come bambinaia per il tempo in cui sarebbe stata assente la signora Moran. Il bambino naturalmente non la riconosce come la signorina Becker, ma lei lo persuade di essere diversa da come lui la vede a scuola. Il comportamento di Julie è ineccepibile, con il bambino e con il padre, un politico di professione che vede nei grandi mezzi di comunicazione l'arma politica vincente nei tempi moderni.
Clement prova a familiarizzare, ma lei gli dice di aver perso un anello, forse giocando a rimpiattino con il bambino nel ripostiglio sotto la scala. Lui si offre di andarlo a cercare, entrando nel ripostiglio e lei lo chiude dentro. Julie gli rivela la propria identità narrandogli la tragedia e aggiungendo qualche particolare. Moran capisce di non avere scampo, e così le racconta le circostanze, di quando lui si trovava con un gruppo di amici con la passione per la caccia in un appartamento dove si riunivano per giocare a carte e, sotto gli effetti dell'alcool, si misero a scherzare con un fucile di precisione, puntandolo da una finestra finché partì il colpo fatale.
Quello che per Moran fu un tragico incidente - in quanto non era lui ad armeggiare l'arma - fu per Julie la fine della sua vita. Gli spiega infatti come tutte le ragazze sognino il Principe azzurro ma lei, che lo aveva trovato da bambina, attendeva solo il tempo di sposarsi. La donna sigilla il ripostiglio con del nastro adesivo, lasciando l'uomo a morire per soffocamento. Il bambino dorme tranquillo nel piano superiore ed il cadavere viene rinvenuto il giorno dopo. Su dichiarazione sincera del bambino, viene arrestata la vera educatrice, ma Julie la scagiona con una telefonata anonima, rivelando particolari della scena del crimine. Una folla di bambini accoglie festante una signorina Becker ancora scossa per la brutta avventura.

### Interludio
Julie rivela i suoi delitti in un confessionale, contando sul segreto del prelato e senza alcun ravvedimento, affermando che, compiuta la sua vendetta, potrà riunirsi al suo uomo. Il sacerdote l'ammonisce che non può fare un'opera d'amore con azioni di odio. Julie si congeda ringraziandolo perché, confidandosi, ha trovato del "conforto" e una motivazione per continuare l'opera.

### Il signor Delvaux
Julie è sulle tracce del signor Delvaux, rottamatore e rivenditore di auto usate. Dal racconto di Moran si evince la sua responsabilità materiale. Egli è il più rozzo del gruppo, l'unico a non aver neppure una parvenza di persona perbene. Julie giunge in tempo per vederlo arrestare dalla polizia per una truffa, e così deve riporre temporaneamente il suo intendimento, annotando sulla sua agendina un punto interrogativo accanto al nome della sua designata vittima.

### Il pittore Fergus
Julie si reca a una mostra del pittore Fergus,le cui opere sembrano ritrarla. Ella ne trae spunto per presentarsi nel suo studio come modella inviata dall'accademia, in quanto l'uomo ne aveva fatto richiesta, per poi confessare di non farne parte. Fergus è tanto colpito da lei da mandar via la vera modella e far posare Julie per una copertina di un libro dedicato a Diana la Cacciatrice. Durante le sedute, l'uomo le confida - o meglio le conferma - la propria passione per le donne e il suo desiderio compulsivo nell'osservarle mentre è in strada, rattristandosi di non poterle conquistare tutte.
Passano i giorni. La donna posa proprio incoccando un arco con vere frecce, quasi a facilitare l'intento, quando a un tratto ne parte una che manca di poco il pittore. Questi pare non preoccuparsi, considerandolo un incidente ed essendosi oramai invaghito di lei. Julie tenta inutilmente di sfuggire a una visita a sorpresa di amici di Fergus, tra i quali vi è Corey, un amico di Bliss, la sua prima vittima. L'uomo ha l'impressione di riconoscerla ma, quando realizza il nesso con l'altro omicidio, è troppo tardi: in una successiva seduta Julie ha già scoccato la freccia sul pittore senza mancarlo. La donna rimuove ogni possibile indizio dalla scena dell'omicidio, risparmiando inspiegabilmente un nudo femminile che la ritrae e che il pittore aveva dipinto su un muro, nascondendolo con dei cuscini.

### Epilogo
Julie assiste alle esequie di Fergus, vestita a lutto e con un pesante velo sul volto, ma viene smascherata. Presso il comando di Polizia confessa freddamente i suoi quattro omicidi, celandone il movente. Corey, che assiste all'interrogatorio e conosce soltanto due delle vittime, si sente dir da lei di non essere una vittima designata, nonostante lo qualifichi quale un detestabile dongiovanni. Ci si chiede come una donna tanto intelligente e calcolatrice abbia commesso un errore grossolano, ma così non è. Julie viene tradotta infatti nello stesso carcere tetro e squallido dove è detenuto Delvaux.
Da quel momento, il piano sequenza è scandito da un carrello per il trasporto dei pasti per i detenuti, e da un aprire e chiudere di celle. Ben presto Julie ha modo di contribuire al servizio e di accedere alla mensa, dove si appropria di un coltello da cucina. Inquadratura fissa su un corridoio del carcere e Julie che gira un angolo. Un urlo lacerante e un agente di custodia che accorre, chiudono definitivamente la vicenda. La catena di vendette è compiuta e la parola "fine" in sovrimpressione è accompagnata dalla celebre marcia nuziale di Felix Mendelssohn.

## Produzione
Girato a Cannes, Parigi e dintorni e Grenoble dal 16 maggio al 10 novembre 1967, il film è un thriller liberamente ispirato all'opera omonima di Cornell Woolrich, accreditato come William Irish, ivi ambientato negli Stati Uniti e con un finale diverso. La colonna sonora è di Bernard Herrmann, storico collaboratore del maestro britannico Alfred Hitchcock.
Nel ruolo dell'aspirante politico Morane recita l'attore Michael Lonsdale, attore anglo-francese conosciuto in seguito dalla caratteristica barba e folte sopracciglia nei ruoli di duro ne Il giorno dello sciacallo (1973) e di antagonista, per esempio Mr Drax in Moonraker - Operazione spazio (1979). La trama di quest'opera, a suo tempo molto famosa, è servita da modello per altri film successivi, tra cui Kill Bill di Quentin Tarantino, sia pure con toni del tutto diversi, focalizzati in una dose di violenza elevatissima che qui non è che accennata.

## Distribuzione
Proiettato per la prima volta in pubblico il 7 aprile 1968, il film fu trasmesso dalla televisione italiana nella primavera del 1977. Nell'autunno del 1978 la RAI trasmise la miniserie francese Appuntamento in nero, ispirata a un altro soggetto di Woolrich scritto nel 1948 ma con trama simile.

## Riconoscimenti
- Premio Hollywood Foreign Press Association